# Lepidopilum diaphanum
Lepidopilum diaphanum är en bladmossart som beskrevs av Mitten 1869. Lepidopilum diaphanum ingår i släktet Lepidopilum och familjen Daltoniaceae. Inga underarter finns listade i Catalogue of Life.